# Білосарайська коса (заказник)
Білосарайська коса — ландшафтний заказник загальнодержавного значення. Об'єкт розташований на території Маріупольського району Донецької області, с. Білосарайська Коса та смт Ялта, вздовж узбережжя Азовського моря: ДП «Приазовське лісове господарство», Стародубівське лісництво, квартали 51-58, акваторія Азовського моря — 200,0 га.
Площа — 956 га, статус отриманий у 1927 році.